# محطة قطار بئر السبع – شمال / الجامعة
محطة قطار بئر السبع – شمال / الجامعة (بالعبرية: תחנת הרכבת באר שבע – צפון / אוניברסיטה تَخَنَاتْ هَارَكِيڤِتْ بِيرْ شِيڤَعْ تْسَافُونْ أُونِيڤِرْسِتَاه) هي واحدة من محطتي قطار في بئر السبع جنوبي إسرائيل. اُفتتحت المحطة في 29 مارس 1956 وتقع بجوار جامعة بن غوريون ويربطهما جسر مُشاة.

## تاريخ
اُفتتحت محطة قطار بئر السبع في 29 مارس 1956، وفي اليوم ذاته اُفتتح خط القطار نعان – بئر السبع. كانت تضم المحطة رصيف جانبي واحد.
في عام 2002 اُتخذ قرار إيقاف تشغيل المحطة، وبناء محطة حديثة بدلًا منها. وقد بُنيت المحطة الجديدة على بعد 250 مترًا إلى الشمال الغربي من المحطة القديمة بتكلفة 45 مليون شيكل.
بُنيت في المحطة الجديدة أرصفة جانبية، ومنصة جزيرة تضم رصيفين على كلي جانبيها، وهذه الأرصفة مُرقّمة بالأرقام 4،3،2، ولا تحتوي المحطة على رصيف رقم 1. افتتحت المحطة الجديدة في 7 ديسمبر 2005. أخذ الأستاذ الجامعي، ورئيس جامعة بن غوريون أفيشاي برفرمان زمام المبادرة لبناء محطة القطار الجديدة، حيث قام بجمع التبرعات ضمن رؤيا شاملة لتطوير الجامعة ومدينة بئر السبع.

## مبنى المحطة
صمّم المحطة المهندسان المعماريان داني لازار ودفنا ميتوك اللذان قاما أيضًا بتصميم محطة قطار اللد - جاني أبيب، وجسر المشاة الذي يربط المحطة بمدخل الجامعة.
تضم المحطة قاعة انتظار كبيرة، رصيف جانبي واحد (رصيف 2)، ورصيفين جزيرة (3 و 4). ولا يوجد في المحطة رصيف برقم 1. يُمكن التنقل بين قاعة الانتظار والأرصفة بواسطة ممر تحت الأرض. كما يوجد جسر مُشاة يُوصِل من المحطة إلى الحرم الجامعي. في يناير 2016 اُفتتح جسر مشاة آخر يربط بين محطة القطار ومُجمع التقنيات العالية، يُسمى الجسر بالعبرية "גשר הסליל הכפול غيشِر هَسْليل هَكَفُول" ومعنى الاسم "الجسر اللولبي المُزدوج".

## خطوط
تتوقف في هذه المحطة القطارات على خط بئر السبع – نهاريا مرة كل ساعة بكلا الاتجاهين. كما تتوقف فيها أيضًا القطارات على خط بئر السبع – كرمئيل ثماني مرات في اليوم، أربعة منها في الصباح وأربعة في المساء. وفي معظم ساعات اليوم تتوقف القطارات على خط بئر السبع – بنيامينا مرورًا بمحطات النقب الغربي، ورحوفوت، واللد، وتل أبيب وسكة حديد الساحل مرة كل ساعة بكلا الاتجاهين. كما تغادر من المحطة ثلاثة قطارات خلال اليوم إلى ديمونا.
في 25 كانون الأول (ديسمبر) 2021، طرأ تغيير على خدمات الركاب التي تمر في المحطة، إذ أُلغِيَ الخط الممتد إلى الساحل الغربي وحلقة شارون واستُبْدِل بخط الضواحي الممتد إلى عسقلان (أشكلون)، وفي تاريخ 18 أيلول 2022، تقرر أن يتوجه قطار إلى محطة عسقلان مرة واحدة كل ساعة. تُشغِّلُ شركة السكك الحديدية الإسرائيلية خدمة نقل مكوكية مجانية إلى محطة عسقلان خلال ساعات الذروة عبر جميع محطات الخط. بالإضافة إلى ذلك، تقرر إغلاق خط ديمونا - بئر السبع شمال مساء الجمعة والسبت حتى إشعارٍ آخر.